# Hans Florine
Hans Florine (* 18. června 1964 Moraga, Kalifornie) je americký horolezec a bývalý reprezentant ve sportovním lezení. Mistr světa, USA a trojnásobný vítěz X Games v lezení na rychlost. Postupně osmkrát posunul rychlostní rekord v přelezu cesty The Nose na El Capitan. V letech 1993–1997 působil jako výkonný ředitel v Americké federaci sportovního lezení.

## Výkony a ocenění
- 1991: na prvním mistrovství světa získal zlato v lezení na rychlost
- 1992–2012: osm nejrychlejších přelezů cesty The Nose na El Capitan
- 1995–1997: 3× vyhrál X Games v lezení na rychlost
- 2005: mistr USA v lezení na rychlost
- účastnil se 145 závodů v lezení, vyhrál 29 závodů v lezení na rychlost[2]

### Skalní lezení
- 1990: The Nose, 5.13+, El Capitan Kalifornie, spolulezec Steve Schneider, čas 8:06
- 1991: The Nose, spolulezec Andres Puhvel, čas 6:01
- 1992: The Nose, spolulezec Peter Croft, čas 4:22
- 10/2001: The Nose, spolulezec Jim Herson, čas 3:57:27
- 29.9.2002: The Nose, spolulezec Júdži Hirajama, čas 2:48:55
- 2.7.2008: The Nose, spolulezec Júdži Hirajama, čas 2:43:33[3]
- 12.10.2008: The Nose, spolulezec Júdži Hirajama, čas 2:37:05[4]
- 17.6.2012: The Nose, spolulezec Alex Honnold, čas 2:23:46[5]

### Závodní výsledky
| Mistrovství světa | Mistrovství světa | Mistrovství světa | Mistrovství světa |
| Rok               | 1991              | 1993              | 1997              |
| ----------------- | ----------------- | ----------------- | ----------------- |
| Obtížnost         | 61                | 37-38             | 40                |
| Rychlost          | 1                 | 4                 | 4                 |

| Světový pohár | Světový pohár           |
| Rok           | 1991                    |
| ------------- | ----------------------- |
| Obtížnost     | 75-78                   |
| jednotlivě    | 29-34,-,-,61-64,47-51,- |

* pozn.: nalevo jsou poslední závody v roce
| Obtížnost |   | 13 | 18 |
| Rychlost  | 1 | 1  | 1  |

| Mistrovství USA | Mistrovství USA |
| Rok             | 2005            |
| --------------- | --------------- |
| Rychlost        | 1               |